# Линецкая, Эльга Львовна
Эльга Львовна (Лейбовна) Линецкая (урождённая Фельдман; 9 (22) января 1909, Санкт-Петербург — 16 июля 1997, там же) — российский филолог, переводчик, педагог.

## Биография
В 1922—1923 годах вместе с семьёй жила в Невеле, но после смерти деда её родители — учитель истории Лейб Айзикович (Лев Исаакович) Фельдман и врач Фрида Ицковна (Исааковна) Фельдман-Голощёкина — вернулись в Петроград. Семья жила на улице Чайковского, № 61. Окончила Тенишевское училище, поступила в ЛИФЛИ (1927), окончила его романо-германское отделение. Занималась у А. А. Смирнова, В. Ф. Шишмарева. На последних курсах ЛИФЛИ некоторое время посещала занятия в Государственном институте истории искусств, вскоре разгромленном.
В 1933 была арестована по сфабрикованному «контрреволюционному» делу — по воспоминаниям ученицы Линецкой Елены Баевской, за то, что с другими молодыми выпускниками участвовала в домашнем кружке изучения Канта. В 1937—1946 годах была с мужем Натаном Евсеевичем Линецким в ссылке в Актюбинской области. Затем вернулась в Ленинград.
В 1950—1980-е годы вела семинар по переводу при ленинградском Доме писателей. Среди её учеников — Константин Азадовский, Всеволод Багно, Владимир Васильев, Валерий Дымшиц, Майя Квятковская, Александра Косс, Ольга Мартынова, Сергей Сухарев, Леонид Цывьян, Геннадий Шмаков, Олег Юрьев, Михаил Яснов и другие.
Умерла в 1997 году. Похоронена на кладбище Памяти жертв 9-го января.

## Семья
- Первый муж — Ионатан (Натан) Евсеевич Линецкий, учёный и изобретатель в области пищевой промышленности и управления потоком жидкости[9]; его дочь — журналист Алла Натановна Борисова (Линецкая).
- Второй муж — Емельян Николаевич Залесский, дважды подвергался репрессиям.
- Сестра — Ноэми Львовна (Лейбовна) Фельдман (27.01.1918—04.12.2015), кандидат биологических наук, научный сотрудник ВИЭМ, лаборатории биохимии клетки Института цитологии АН СССР, затем сотрудник Ботанического института АН СССР[10][11][3]

## Переводческие работы
Переводила стихи, прозу, драмы с французского, английского, немецкого, испанского, итальянского языков. Среди её переводов — произведения Боккаччо, Шекспира, Расина, Паскаля, Ларошфуко, Шатобриана, Стендаля, А.Дюма, Кэтрин Менсфилд, Жорж Санд, Мопассана, Дж. К.Джерома, Г.Джеймса, Н. Готорна, Л. Фейхтвангера, У. Фолкнера, Э. Синклера.
Среди переведенных ею поэтов — Буало, Теккерей, Байрон, Лонгфелло, Гюго, Мюссе, Нерваль, Верлен, Малларме, Лафорг, Верхарн, Аполлинер, Деснос, Арагон, Рубен Дарио и других.

## Память
В память Э. Л. Линецкой в 2009 году Институт русской литературы (Пушкинский Дом) РАН совместно с Союзом писателей Санкт-Петербурга (секция художественного перевода) при поддержке Института перевода (Москва) объявили о проведении Конкурса начинающих переводчиков им. Э. Л. Линецкой.

## Авторские сборники переводов
- Из французской лирики. М.: Художественная литература, 1974.
- От Нотр-Дам до Эйфелевой Башни. СПб.: Азбука-классика, 2008.
- Избранные переводы. Поэзия. Проза. СПб.: Петрополис, 2011.